# Íñigo Melchor Fernández de Velasco

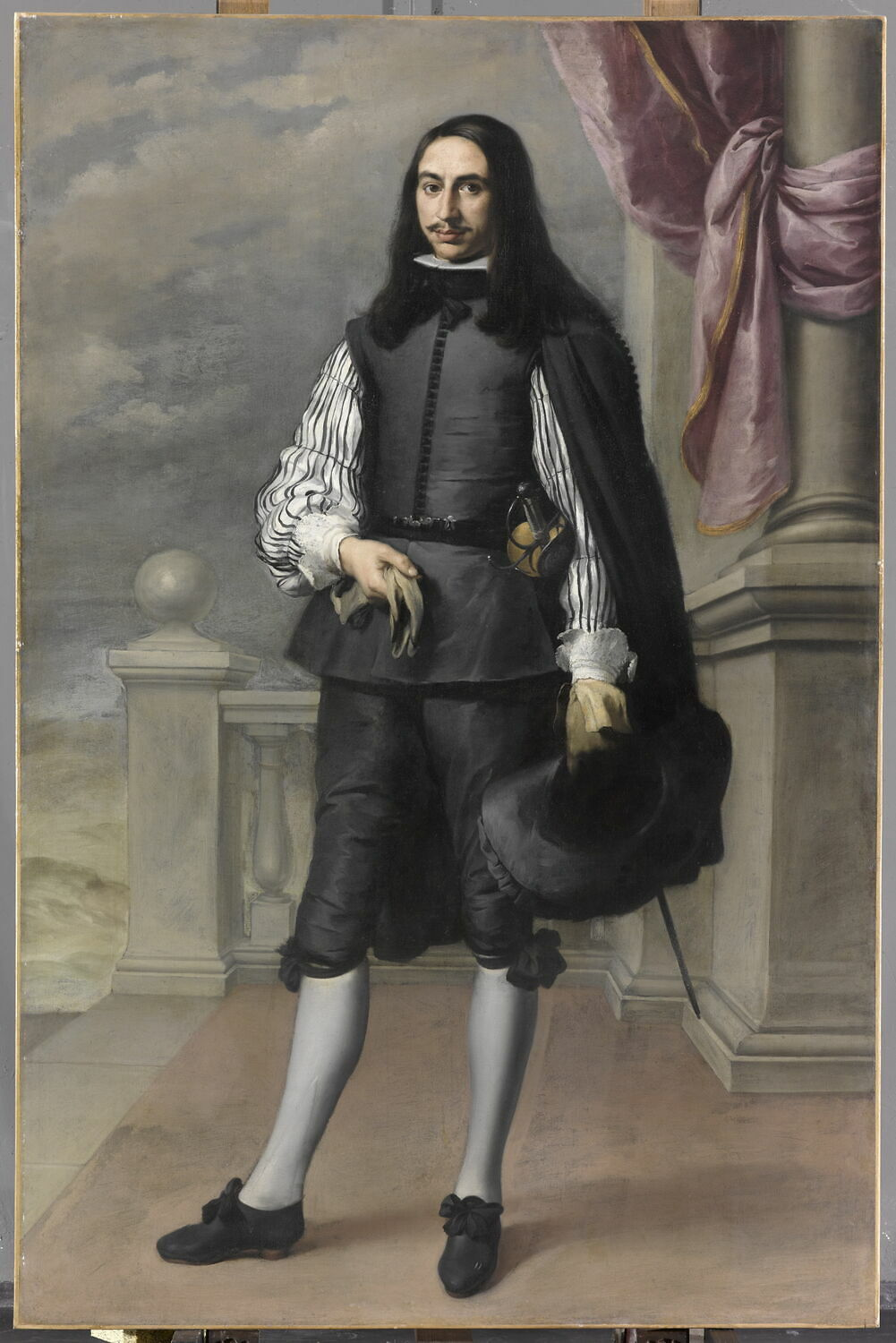
Íñigo Fernández de Velasco, Bild von Murillo

Íñigo Melchor Fernández de Velasco, Marqués del Fresno, (* 16. April 1629 in Madrid; † 29. September 1696) war ein spanischer Heerführer und Staatsmann im Dienst von Karl II. von Spanien.

## Leben
Er war der erste Sohn von Isabel María de Guzmán und Bernardino Fernández de Velasco y Tovar von welchem er die Titel Herzog von Frias, Graf von Haro, Marquis de Berlanga und den Oberbefehl über die Truppen in Kastilien erbte.
Beim Guerra dels Segadors fungierte er 1640 als General auf der Seite Kastiliens unter dem Kommando von Juan José de Austria. Beim Restaurationskrieg, welcher Portugal von der spanischen Krone trennte, war er Oberbefehlshaber von Galicien. Von 1668 bis 1669 war er Statthalter der spanischen Niederlande. Anschließend war er im Staats- und Kriegsrat von Karl II. von Spanien.
1671 wurde er Vorsitzender des Consejo de las Órdenes, einer Institution, welche die militärischen Ordensverbände Santiagoorden, Orden von Calatrava und Alcántaraorden verwaltete. Das Ordensgebiet umfasste zwei Städte, etwa 250 Gemeinden und 100 Dörfer. Am 17. Februar 1674 unterzeichnete er den Frieden von Westminster.
1675 wurde er Consejo Supremo de Flandes. 1676 wurde er Mayordomo Mayor (Erster Hofmeister) von Karl II. von Spanien.